# Journal of Topology
Journal of Topology est une revue scientifique à comité de lecture de mathématiques dont le sujet est la topologie. Elle a été créée en 2008 à la suite de la démission du comité éditorial de la revue Topology.
La revue est éditée par Oxford University Press pour la London Mathematical Society.
Elle parait tous les trimestres, certains articles étant publiés individuellement avant leur impression dans un numéro. Conformément à la règle d’accès ouvert de la London Mathematical Society, l’accès en ligne est libre pour les articles publiés sur la plate forme de publication avant impression, de la London Mathematical Society, ainsi que pour les numéros des six derniers mois.

## Indexation et publication des résumés
Les résumés sont publiés et indexés par Mathematical Reviews, Science Citation Index et Zentralblatt MATH.